# SMOS
SMOS (Soil Moisture and Ocean Salinity) è un satellite per l'analisi della salinità degli oceani e dell'umidità del suolo sviluppato dall'Agenzia Spaziale Europea.
Il satellite è il secondo componente dell'Earth Explorer Opportunity Mission, dopo CryoSat.
Il principale strumento del satellite è il MIRAS (Microwave Imaging Radiometer with Aperture Synthesis), un radiometro passivo interferometrico a due dimensioni che lavora nella banda L. Lo strumento misurerà il gradiente di temperatura e tramite analisi saranno ricavati i campi di salinità e di umidità del territorio, entrambi parametri chiave per lo sviluppo di modelli per le evoluzioni climatiche.
Il lancio del satellite, effettuato con un vettore russo dal cosmodromo di Pleseck, è avvenuto con successo il 2 novembre 2009.